# Istoria românilor
Acest articol se referă la istoria românilor, ca grup etno-lingvistic (românofonii). Pentru istoria teritoriului României de astăzi, vedeți Istoria României. În articol se realizează doar o sinteză a fiecărei perioade istorice; detalii în articolele separate (vedeți legăturile în infocaseta alăturată).
Prin istoria românilor se înțelege, în mod convențional, istoria poporului (grupului etnic) român, de la formarea acestuia până în prezent.

## Originea românilor

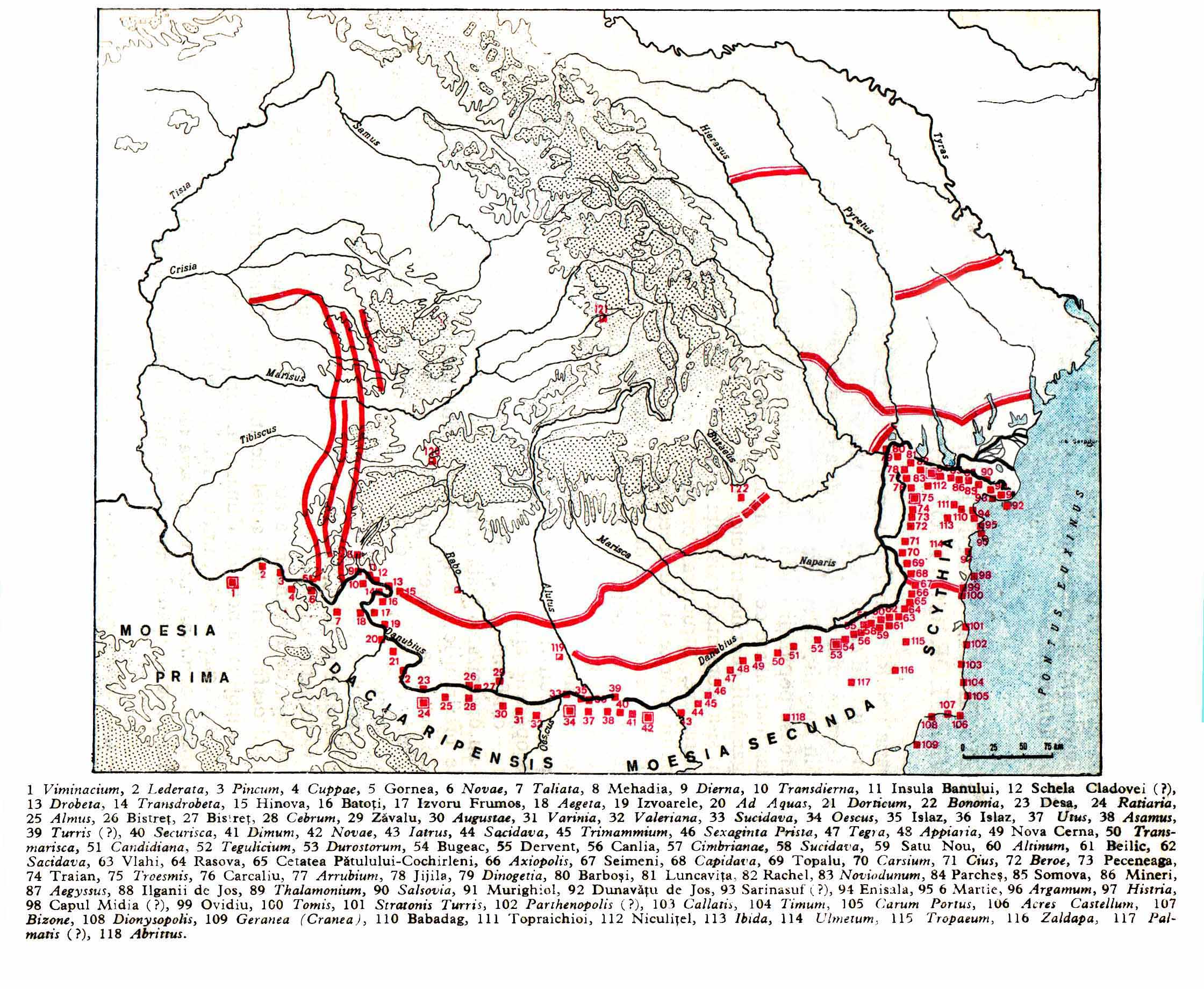
Harta castrelor romane antice de la Dunăre și a "brazdelor" (valuri de pământ, precedate de un șanț defensiv reprezentat prin linia subțire) din Evul Mediu timpuriu, după Alexandru Xenopol, Nicolae Iorga și Constantin C. Giurescu.

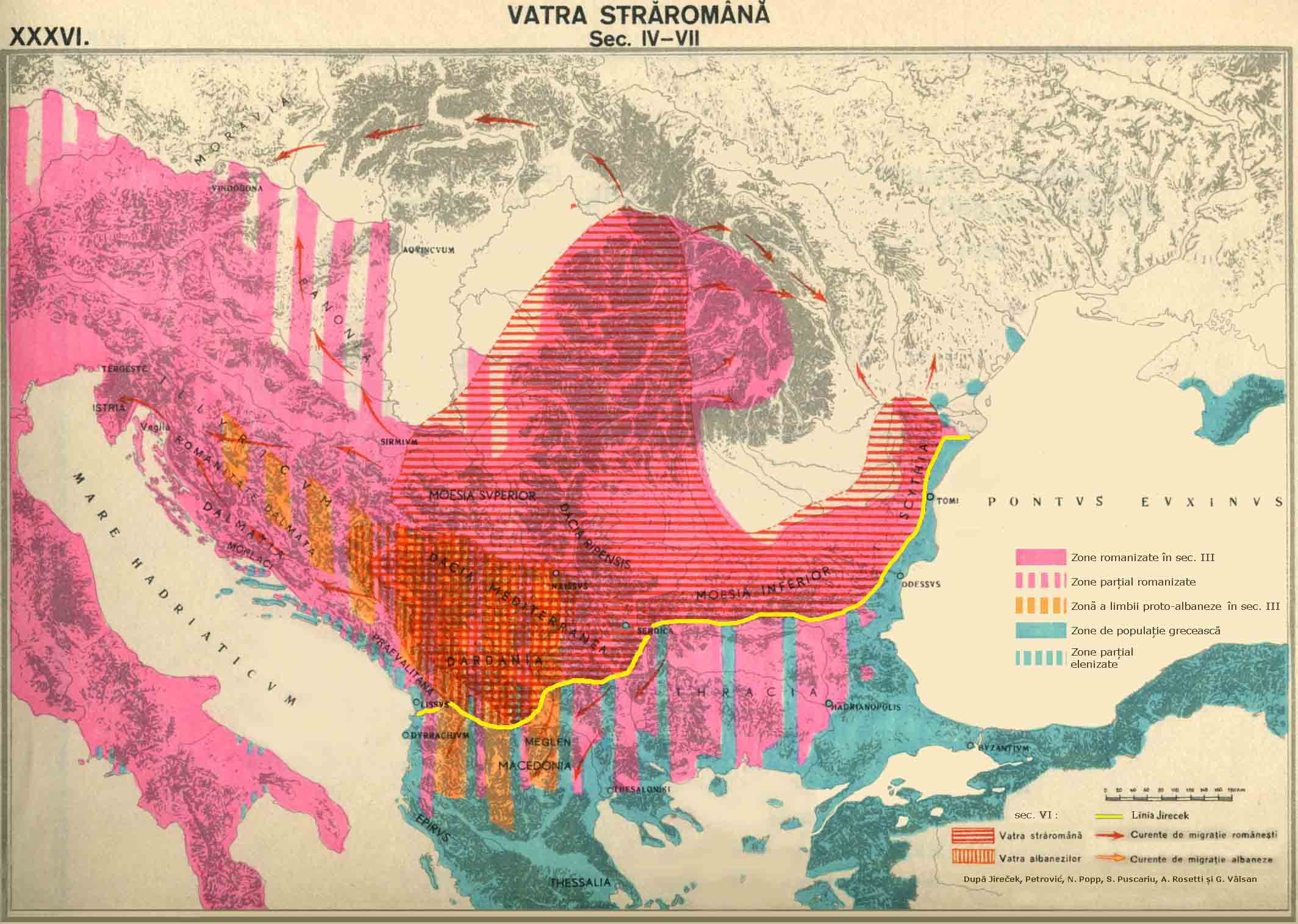
Vatra străromână, după Jireček, Petrović, Popp, Pușcariu și Rosetti, redesenată după Mircea Cociu, Spațiul etnic românesc, ed. Militară, București 1993, ISBN 973-32-0367-X.

Originea românilor ca grup etno-lingvistic (românofonii) este un subiect de dezbatere istoriografică. Singura opinie apropiată de consens la ora actuală, este că ei descind din populațiile de limbă romanică din bazinul Dunării de Jos, formate la nord de Linia Jireček (devreme ce la sud de aceasta, domnea elenismul). Totuși și această opinie este contestată de cercetători ca Nicolae Iorga, Theodor Capidan, P. P. Panaitescu sau Constantin Papanace, care neagă realitatea Liniei Jireček și privesc drept zonă de formare a Poporului român întreaga Peninsulă Balcanică și spațiul nord-dunărean până la poalele nordice ale Carpaților și țărmurile Nistrului. Raritatea izvoarelor istorice cu privire la teritoriul respectiv in mileniul I, contextul tulbure al perioadei migrațiilor  și contextul politic al secolelor XIX și XX când s-au înmulțit studiile despre acest subiect, au condus la teorii opuse privind formarea poporului român. Dezbaterea privește cu precădere localizarea și dimensiunile teritoriului de etnogeneză : la nord sau la sud de Dunăre, sau pe ambele maluri ale fluviului, și pe o întindere mai mare decât statele actuale (cuprinzând România și state vecine) sau în mici teritorii izolate, și, în acest caz, unde anume.
S-au postulat istoriografic  mai ales în ultimele 2-3 secole origini :
- exclusiv nord-dunărene, din populația Daciei Traiane, complet romanizată în momentul retragerii Aureliene, în această ipoteză grupurile romanice sud-dunărene provenind din migrații pornite din Dacia ;
- exclusiv sud-dunărene, din populația Moesiei, în această ipoteză grupurile romanice nord-dunărene provenind din migrații pornite în Evul Mediu timpuriu din Serbia, Bulgaria sau Macedonia spre teritoriul actual al României ;
- atât nord-dunărene cât și sud-dunărene, din populația romanică de pe ambele maluri ale fluviului, diferența între dialectele nord-dunărene și cele sud-dunărene explicându-se în această ipoteză nu prin migrații, ci prin continuarea procesului de romanizare la sud de Dunăre și după secolul al III-lea, acest proces fiind urmat de unul de elenizare parțială după secolul al V-lea, pe când la nord de Dunăre, se producea cu precădere un proces de slavizare.

Dincolo de problemele științifice reale, care merg până la controversele fundamentale dintre istoricii școlilor de la Viena și de la Toronto, multe studii au fost motivate de controversa politică privind întâietatea istorică a românilor în teritoriile nord-dunărene revendicate, apoi obținute de România (îndeosebi în Transilvania, între români și maghiari), sau existența lor, anterior slavilor, în teritoriile sud-dunărene aparținând astăzi statelor slave balcanice.
Prima mențiune certă a populațiilor romanice orientale se găsește în cronicile lui Theofilact din Simocatta, datând din anul 587 (episodul cu expresia Torna, torna, fratre!).
La mijlocul secolului al IX-lea, pe teritoriul României de azi este menționat poporul V.n.nd.r. (N.nd.r.), un neam numeros, creștin, provenind din Rum. Primele mențiuni despre români sub exonimul de vlahi (blachi) apar în cronicile bizantine din secolul al X-lea, stela din Gothland fiind un argument destul de puternic pentru prezența lor la nord de Dunăre în secolul al XI-lea. Secolul al XII-lea aduce atestări ale exonimului și la nord și la sud de fluviu. 
Endonimul de români (cf. roman) este atestat pentru prima dată de scrisoarea lui Neacșu la începutul secolului al XVI-lea dar este general acceptat ca el a fost întotdeauna folosit uzual de aceștia ca element al limbajului comun. Există speculații cum că numele ducelui Ramunc al vlahilor menționat din Cântecul Nibelungilor și-ar avea originiea în endonimul român.

## Formarea poporului român
Poporul român s-a format așadar pe un teritoriu vast care se întindea la nordul și la sudul Dunării, înglobând fostele provincii romane Dacia și Moesia. Prima sinteză a fost aceea dintre daci și romani și stă la baza formării poporului român. A doua sinteză se produce diferit la nordul și la sudul Dunării, în decursul mai multor secole, între populația daco-romană și populațiile slave venite între secolele V-VII. Consecințele așezării slavilor la Dunărea de jos sunt importante. Are loc separarea latinității din peninsula Balcanică de cea nord-dunăreană. La sud de Dunăre, majoritatea populației romanice este înconjurată de slavi și asimilată în cele din urmă, iar cea rămasă, devenită minoritară, păstrează la sudul munților Balcani o limbă cu influențe slave mai mici și apropape total lipsită de împrumuturi lexicale maghiare. La nord de Dunăre, populația romanică asimilează elementele slave și, odată cu ele, un important lexic slav, la care se adaugă ulterior și lexicul maghiar (gând, oraș, hotar, marfă, vamă, viclean...). Rezultatul celor două sinteze diferite a dus la formarea poporului român la nord și sud de Dunăre și în Dobrogea, precum și a poporului aromân/meglenoromân la sudul munților Balcani. Acest proces se presupune (în baza unor indicatori lingvistici, între care rotacismul unora dintre cuvintele romanice) s-a încheiat în linii mari în secolele al VIII-lea și al IX-lea.
Nicolae Iorga, în baza izvoarelor istorice studiate o viață, concluzionează în „Istoria românilor”, publicată parțial postum, că poporul român s-a format „între Carpații Beschizi și Peloponez - și de la Marea Adriatică la Marea Neagră”. Această constatare este făcută și de Petre P. Panaitescu, Silviu Dragomir și alții, cu formula etnografică „românii sunt urmașii traco-ilirilor romanizați”. Preotul Dumitru Stăniloae observă că romanizarea - subiectul unor dezbateri vaste - s-a realizat în primul rând prin creștinarea traco-ilirilor, proces care determina romanizarea și deschidea calea către o latinizare adevărată și pentru cei din apropierea comunităților creștine.
Un rol important în formarea poporului român l-a avut și religia creștină. Printre primele vestigii creștine autohtone din România (secolele IV-V) se remarcă urmele arheologice de la Mihălășeni, județul Botoșani, care conțin rămășițele lăcașului de cult creștin, mormintele creștine și inventarul de factură creștină din mormintele necropolei. Temelia lăcașului de cult era din lespezi de râu și formau un dreptunghi cu laturile de  8 și 7 metri. Vestigii arheologice asemănătoare au fost descoperite și la Nicolina - Iași, datate în aceeași epocă. 
Istoricul Lucien Musset a scris că latinitatea Europei centrale din Suabia până în Transilvania ar trebui să fie privită ca un întreg; părțile occidentale au fost germanizate, cele din mijloc maghiarizate și numai cele din est și sud (România) și-au menținut latinitatea

## Statele medievale românești

Frontul Antiotoman - principalele bătălii

În secolul al XIII-lea au fost create câteva mici formațiuni prestatale românești, urmând ca abia în secolul XIV să se formeze voievodatele Moldovei și Țării Românești, ce aveau să lupte contra Imperiului Otoman, care a cucerit Constantinopolul în 1453. Până în 1541, întreaga Peninsulă Balcanică și mare parte din Ungaria au devenit provincii turcești. Moldova, Țara Românească și Transilvania au rămas autonome, dar sub suzeranitate otomană.
Cucerirea ungară a Transilvaniei a început spre mijlocul secolului X, fiind încheiată în secolul XII. Un aport important în procesul ocupării Transilvaniei l-au avut secuii. În secolul XII, Transilvania se incearca organizarea unui Principat (in 1111 este atestat in izvoare Mercurius Princeps Ultra Silvanus supus  Regatului Ungar, dar organizarea definitiva este cea de Voievodat ( in 1176 este atestat primul voievod al Transilvaniei, Leustachius Voievod. Începând cu secolul XII și în secolul XIII regii Ungariei au colonizat în Transilvania germani, evocați în izvoare sub numele hospites și cunoscuți sub denumirea generică de sași.
În anul 1600, Mihai Viteazul a reușit să stăpînească pentru scurt timp, la 1599-1600, cele trei principate.
La sfârșitul secolului XVII, Ungaria și Transilvania au devenit parte a Imperiului Austriac (Habsburgic), după înfângerea turcilor. Austriecii, la rândul lor, și-au extins rapid imperiul: În 1718 o importantă parte a Țării Românești, numită Oltenia, a fost incorporată în Imperiul Austriac, fiind înapoiată în 1739. În 1775, Imperiul Austriac a ocupat nord-vestul Moldovei, denumit mai târziu Bucovina, în timp ce jumătatea de est a principatului (numită Basarabia) a fost ocupată în 1812 de Rusia.

## Renașterea națională a României

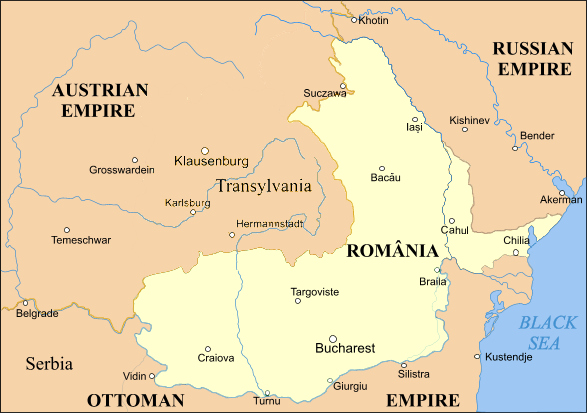
România înainte de 1878

Ca în majoritatea țărilor europene, anul 1848 a adus revoluția în Moldova, Țara Românească și Transilvania. Țelurile revoluționarilor - independența completă pentru primele două și emanciparea națională pentru cel de-al treilea principat - au rămas neîndeplinite, dar au fost bazele evoluțiilor următoare. De asemenea, revolta a ajutat populația celor trei principate să-și recunoască unitatea limbii și intereselor lor.
Delegații Adunărilor Ad-hoc au profitat de susținerea lui Napoleon al III-lea și de fragilitatea puterii otomane si ambiguitatea din textul Convenției de la Paris din 1858, alegându-l în 1859 pe Alexandru Ioan Cuza ca Domn al Principatelor Țării Românești și Moldovei, iar apoi al Principatelor Unite.

## Războiul de independență (1877-1878)

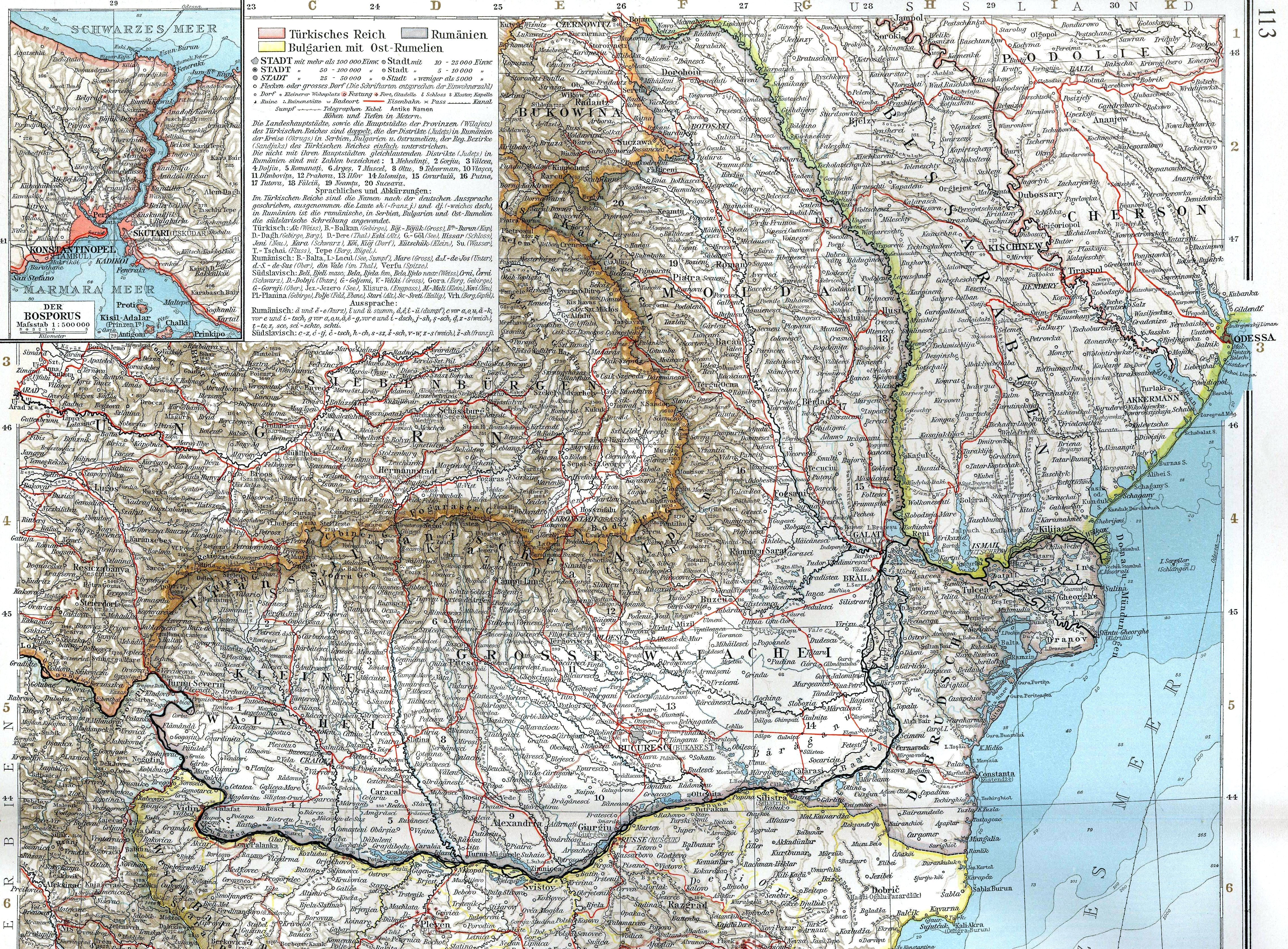
România 1878-1913

În 1866 prințul german Carol de Hohenzollern-Sigmaringen a fost proclamat Domn pentru a asigura sprijinul german pentru obținerea independenței. În 1877 Carol a condus forțele armate române într-un război de independență plin de succes, ulterior fiind încoronat Rege al României în 1881. 
Participarea României la războiul din 1877-1878 și cucerirea independenței de stat a însemnat egalitatea juridică cu toate statele suverane, având o adâncă semnificație morală pentru că a ridicat conștiința națiunii române libere și a permis realizarea în perspectivă, atunci când istoria a permis-o, a Marii Uniri de la 1918. Nu mai puțin important a însemnat eliberarea altor populații balcanice de sub dominația otomană, contribuind decisiv la evoluția acestora ca state moderne într-o epocă de afirmare a spiritului național.

## Regatul României

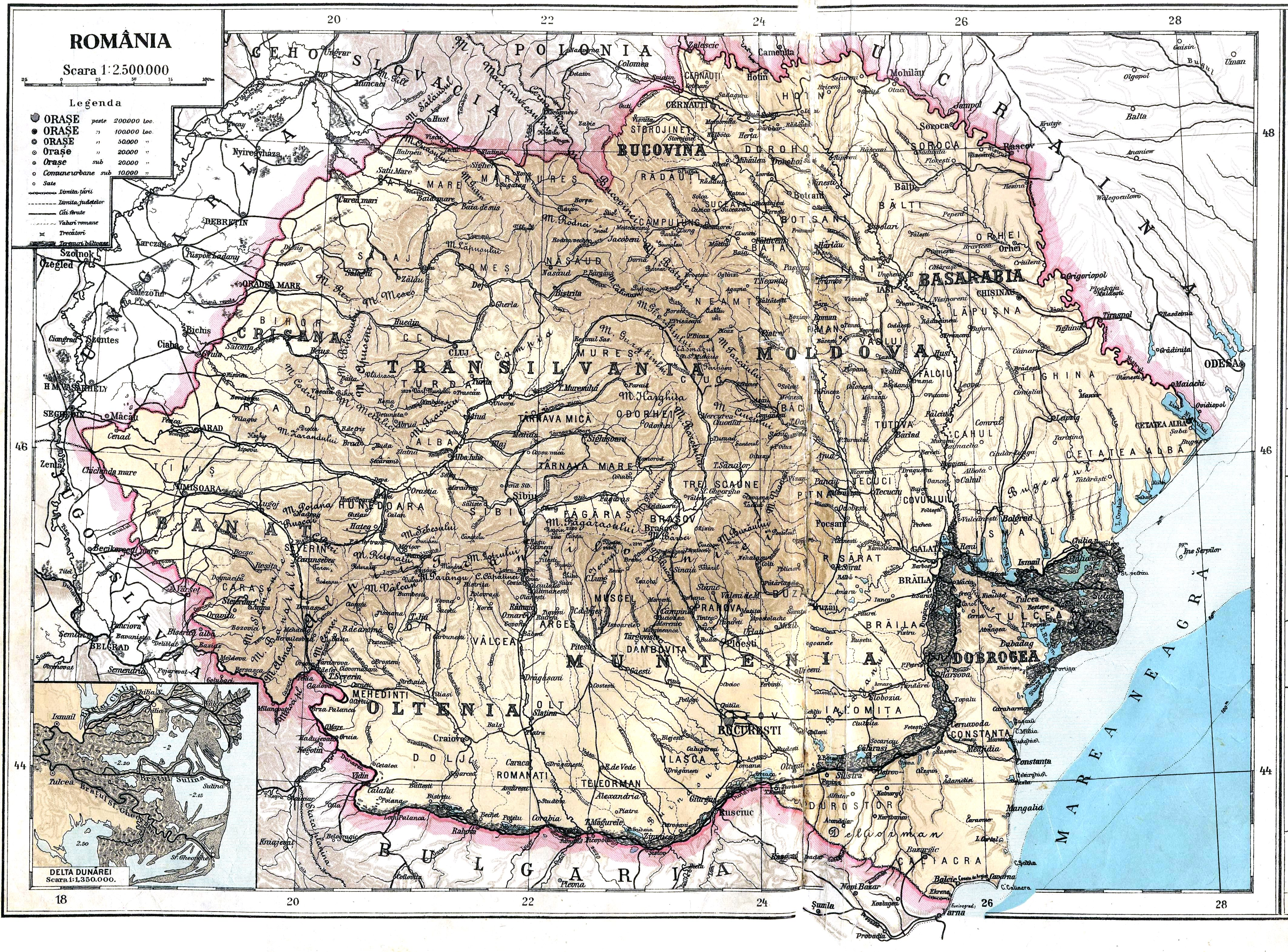
România interbelică (1918-1940)

Noul stat, aflat la confluența Imperiilor Otoman, Austro-Ungar și Rus, cu vecini slavi pe trei părți, aspira la vest, în principal la Franța, pentru modelele sale culturale, educaționale și administrative. În 1913, în cadrul celui de-al Doilea Război Balcanic, România a anexat Cadrilaterul, aflat până atunci în posesia Bulgariei.
La declanșarea Primului Război Mondial, clasa politică –în marea ei majoritate antantofilă– a optat pentru păstrarea neutralității, în pofida dorinței regelui Carol I de a intra în război alături de Puterile Centrale. În 1916 România a intrat în Primul Război Mondial, de partea Antantei. La sfârșitul războiului, Imperiile Austro-Ungar și Rus au dispărut; corpurile reprezentative create în Transilvania, Basarabia și Bucovina au ales unirea cu România, rezultând România Mare.
Anii '20 au fost dominați de Partidul Național Liberal, până la moartea regelui Ferdinand și a lui Ionel Brătianu (1927). În anii '30, mișcarea naționalistă Garda de Fier, a devenit un factor politic major în exploatarea fricii de comunism și resentimentul pretinsei dominații străine și mai ales evreiești asupra economiei. În 1938, pentru a preveni formarea unui guvern care să includă membri ai acestei mișcări, Regele Carol al II-lea a instituit așa-numita „dictatură regală”. Ca urmare a pierderilor teritoriale suferite de România în 1940, Carol s-a văzut forțat să aducă la putere la 4 septembrie 1940 un guvern condus de generalul Ion Antonescu, susținut doar de legionari. Două zile mai târziu, la 6 septembrie, Carol a abdicat și a părăsit țara, lăsându-l pe tron pe fiul său Mihai, la acel moment în vârstă de 18 ani.

## România în Al Doilea Război Mondial

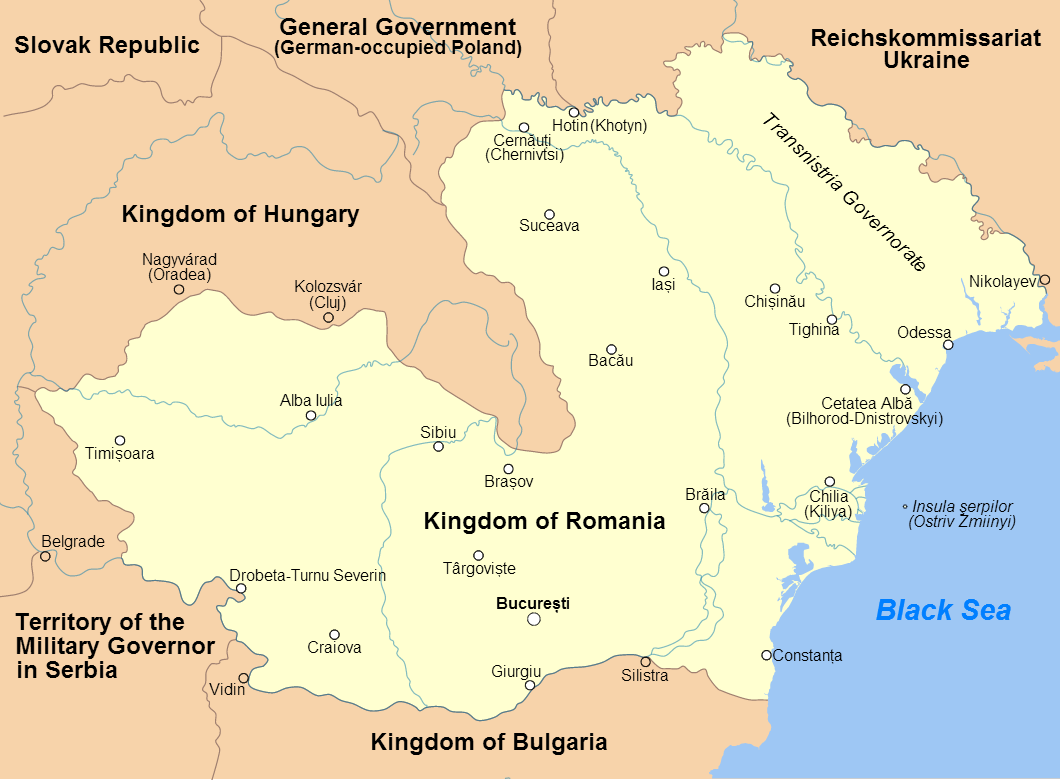
România 1941-1944

În final, în 1940, România a pierdut teritorii atât în est cât și în vest: în iunie 1940, după ce a înaintat un ultimatum României, Uniunea Sovietică a anexat Basarabia, Bucovina de nord și Ținutul Herța. Două treimi din Basarabia au fost combinate cu Transnistria (o mică parte din URSS), pentru a forma RSS Moldovenească. Bucovina de Nord și sudul Basarabiei au fost oferite RSS Ucraineane. 
Între 1941 și 1944, generalul Ion Antonescu conduce țara ca dictator militar (conducător). 
Prin Dictatul de la Viena, Romania este nevoită în august 1940 să cedeze Ungariei partea de nord a Transilvaniei în schimbul garanțiilor de securitate germano-italiene. De asemenea, prin Tratatul de la Craiova, din 7 septembrie 1940, sudul Dobrogei (Cadrilaterul) a fost cedat - la insistențele lui Hitler - Bulgariei. Pentru a recupera teritoriile ocupate de URSS, Antonescu a intrat în cel de-al Doilea Război Mondial de partea Axei în iunie 1941, deși nu a încheiat niciodată un acord scris în acest sens.
Operațiunea Barbarossa a permis recuperarea teritoriilor pierdute în dauna Uniunii Sovietice, care n-au fost însă reintegrate României, ci puse sub guvernatorat (Guvernământul Bucovinei, Guvernământul Basarabiei). Țara și-a alipit și regiunea dintre Nistru și Nipru, cunoscută sub numele de Transnistria. Cucerirea Rusiei a eșuat cel târziu odată cu Bătălia de la Stalingrad, în urma înfrângerii producându-se un recul care a dus la ocuparea unei părți a teritoriului românesc de către Armata roșie.
La 23 august 1944, o lovitură de stat dată de Regele Mihai, cu sprijinul partidelor politice și al unor ofițeri de rang înalt ai armatei, a răsturnat dictatura lui Antonescu și a evitat transformarea României într-un câmp de luptă. Țara și-a întors armata împotriva germanilor, grăbind astfel sfârșitul celui de-Al Doilea Război Mondial (după mulți autori, cu circa 6 luni). România a luptat greu în bătăliile cu germanii din Transilvania, Ungaria, Austria și Cehoslovacia, situându-se pe locul 4 în ceea ce privește efectivele armate angajate în luptă, aportul concret adus Aliaților și rezultatele  obținute pentru victoria asupra Germaniei. 
La sfârșitul celui de-Al Doilea Război Mondial, nordul Transilvaniei a revenit României, dar Bucovina de Nord, Basarabia, Ținutul Herța și sudul Dobrogei (Cadrilaterul) au rămas cedate URSS și Bulgariei. După ce a fost înființată ca parte a Uniunii Sovietice, RSS Moldovenească a devenit independentă în 1991, sub numele de Republica Moldova.

## Comunismul în România și RSS Moldovenească

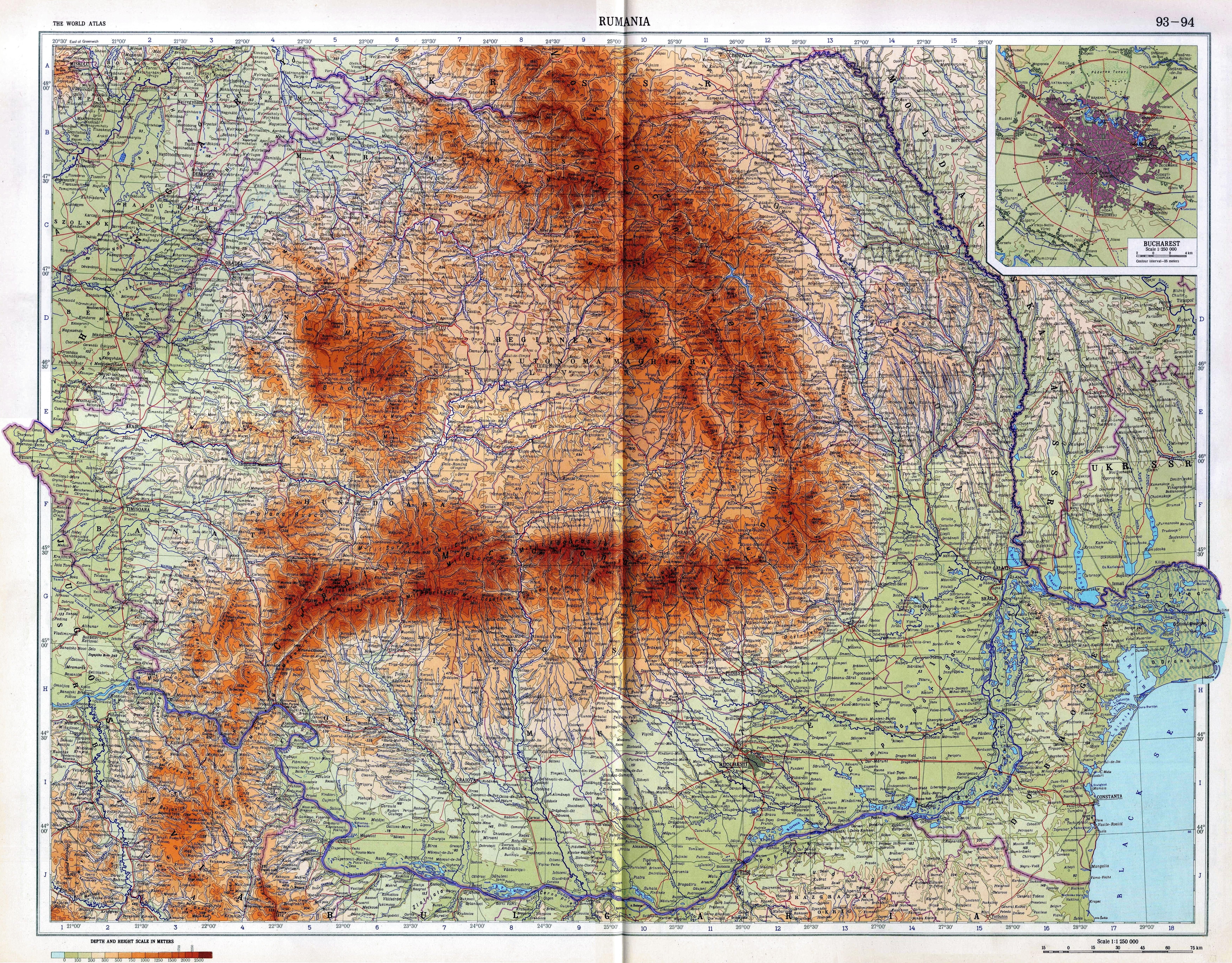
România în 1967

La 3 ani după ce trupele sovietice ocupă România (în 1947), regele Mihai I este forțat să abdice și e proclamată Republica Populară Română, ca stat comunist.
După o perioadă de obediență, marcată de colaborarea cu guvernul sovietic în timpul revoluției maghiare din 1956 și al diferendelor diplomatice sovieto-iugoslave, la începutul anilor 1960, guvernul comunist român a început să-și afirme o anumită independență față de Uniunea Sovietică, pe fondul retragerii armatei sovietice din țară în 1958. Ceaușescu a devenit secretarul general al Partidului Comunist Român în 1965 și șef al Statului în 1967. Denunțarea ceaușistă a invaziei sovietice a Cehoslovaciei din 1968 și o relaxare scurtă în represiunea internă a ajutat la crearea unei imagini pozitive a dictatorului, atât în vest, cât și acasă. Admirativi la început față de politica externă independentă a lui Ceaușescu, liderii occidentali au luat treptat o atitudine din ce în ce mai fermă împotriva unui regim care a devenit la sfârșitul anilor 1970 foarte aspru, despotic și capricios. Creșterea economică rapidă antrenată de creditele externe a lăsat loc încet-încet unei recesiuni profunde, tratată printr-o austeritate dură și o represiune politică severă. 
Conducerea lungă de câteva decenii a președintelui Nicolae Ceaușescu a devenit din ce în ce mai cruntă în anii 1980.
După prăbușirea comunismului în restul Europei de Est, spre sfârșitul verii lui 1989, un protest de la mijlocul lui decembrie din Timișoara a crescut într-o revoltă populară răspândită pe întreg teritoriul țării contra regimului ceaușist. Ion Iliescu a devenit președinte pe 22 decembrie. Ceaușescu a fost arestat imediat, și, după un proces înscenat, a fost executat împreună cu soția sa pe 25 decembrie, în ziua de Crăciun. Peste 1.500 de pesoane au fost ucise în luptele de stradă dintre armată și populație. O coaliție de guvernare improvizată, Frontul Salvării Naționale (FSN), s-a instalat la putere și a proclamat restaurarea democrației și a libertății. Partidul Comunist a fost interzis prin lege, iar cele mai importante măsuri nepopulare ale lui Ceaușescu, precum interzicerea avortului și a contracepției, au fost abrogate.

## Românii după căderea comunismului în Europa

### România pluralistă
Alegerile parlamentare și prezidențiale au avut loc pe 20 mai 1990. Concurând cu Partidele Național Țărănesc și Național Liberal, Ion Iliescu, un fost activist comunist, a câștigat 85% din voturi. FSN a primit două treimi din locurile din Parlament, și l-a numit pe profesorul universitar Petre Roman în funcția de prim-minstru, acesta demarând reforme pentru trecerea la o economie de piață. 
De vreme ce noul guvern era încă format în mare parte din foști comuniști, anti-comuniștii au protestat în Piața Universității, București începând cu luna aprilie 1990. Două luni mai târziu, cei numiți de Iliescu „huliganii” au fost împrăștiați brutal de către minerii din Valea Jiului, chemați de acesta. Minerii au atacat Universitatea, Institutul de Arhitectură „Ion Mincu”, precum și sediile și casele liderilor opoziției. Guvernul lui Petre Roman a căzut la sfârșitul lui septembrie 1991, când minerii s-au întors la București pentru a cere salarii mai mari. Un tehnocrat, Teodor Stolojan, a fost numit în fruntea unui guvern interimar, până la venirea alegerilor. 
O nouă Constituție democratică a fost proiectată de Parlament și adoptată după un referendum popular. În alegerile naționale din 1992, Ion Iliescu a fost reconfirmat în funcția de președinte. Cu sprijin parlamentar de la partidele parlamentare naționaliste PUNR și PRM și de la PSM, un continuator al fostului partid comunist, a fost format un guvern în noiembrie 1992, sub prim-minstrul Nicolae Văcăroiu, un economist. Guvernarea 1992-1996 a fost marcată de stoparea progresului și a reformelor necesare la acel moment, și de privatizări pe scară redusă și însoțite de scandaluri.
Emil Constantinescu din coaliția electorală Convenția Democrată Română (CDR) l-a învins in 1996 pe președintele Iliescu, după un al doilea scrutin și l-a înlocuit la șefia statului. Victor Ciorbea a fost numit prim-ministru. Ciorbea a rămas în această funcție până în martie 1998, când a fost înlocuit de Radu Vasile (PNȚCD) și mai târziu de Mugur Isărescu. Mandatul lui Constantinescu a marcat o serie de reforme, în principal în sensul accelerării privatizărilor, reducerii subvențiilor acordate agenților economici de stat, reconstituirii dreptului de proprietate desființat de regimul comunist (în ce privește terenurile agricole și clădirile din orașe). Tranziția accelerată către economia de piață s-a manifestat prin închiderea mai multor întreprinderi de stat și prin reduceri de personal la cele privatizate, șomajul crescând puternic în anii 1997-1999, concomitent cu plata datoriei externe a României. În mandatul lui Isărescu, o serie de măsuri economice au dus la stabilizarea monedei naționale și la începutul unei creșteri economice sustenabile pe baza exporturilor, dar în alegerile din 2000 Partidul Social Democrat (PSD) și Iliescu au câștigat un nou mandat de președinte, iar Adrian Năstase a fost numit prim-ministru. 
În 2002, România a fost invitată să adere la NATO. În același an, Uniunea Europeană a confirmat sprijinul puternic față de scopul țării de a adera în 2007. Totuși, au mai rămas de efectuat multe reforme de restructurare a economiei, iar rapoartele Uniunii Europene au arătat o serie de deficiențe, mai ales în ce privește independența justiției.
În 2004, alegerile l-au dat învingător pe Traian Băsescu în funcția de președinte al țării, în fruntea unei coaliții formate din PNL și PD, alături de UDMR și PUR (ulterior Partidul Conservator), iar cu funcția de prim-ministru al Guvernului României, a fost desemnat Călin Popescu Tăriceanu, primul premier din partea Partidului Național Liberal în 67 de ani. Partidul Conservator s-a retras ulterior de la guvernare. În aprilie 2007, Partidul Democrat a fost scos de la guvernare, noul guvern Tăriceanu, din care fac parte doar miniștri din partea PNL și UDMR, a depus jurământul la 5 aprilie 2007, fiind sprijinit în Parlament de Partidul Național Liberal, de Uniunea Democrată a Maghiarilor din România, precum și de Partidul Social Democrat și de fostul partener de coaliție, PC.
În 2009, Traian Băsescu a câștigat la limită un al doilea mandat în funcția de Președinte al țării. Criza economică mondială lovește România, numeroase firme se închid sau își reduc activitatea, în special dintre cele care activau în domeniul construcțiilor și comerțului. guvernul condus de Emil Boc fiind obligat la rândul său să adopte măsuri similare (concedieri, reduceri salariale și renunțare la prime) și în rândul angajaților statului, creșterea TVA. Pentru a nu intra în incapacitate de plată, România a împrumutat 19,95 mld. euro de la FMI, UE, Banca Mondială și BERD.

### Republica Moldova independentă
Pe fondul reformelor lui Mihail Gorbaciov în URSS, în 1989 Republica Moldova cunoștea o perioadă de renaștere culturală românească și de liberalizare politică (în contrast cu România); limba română a devenit limbă oficială a Republicii Moldova la 31 august 1989, zi sărbătorită de atunci ca Ziua Limbii Române, inițial doar în Republica Moldova, dar din 2010 și în România. Când însă în august 1991 o lovitură de stat a comuniștilor conservatori a încercat să-l înlăture la Moscova de la putere pe Gorbaciov, statele componente ale URSS și-au declarat independența. Republica Moldova a făcut acest lucru la 27 august 1991, dar situația în țară era una conflictuală. Comuniștii conservatori ce au păstrat puterea în teritoriile de la stânga Nistrului cereau insistent încă din perioada sovietică separarea de RSS Moldovenească, iar după proclamarea independenței Moldovei, au declarat independența teritoriului controlat de ei. Conflictul violent ce a urmat în 1992, în care s-a implicat și Armata a 14-a rusă staționată pe teritoriul statului autoproclamat nu a dus la preluarea controlului asupra întregii țări de către Chișinău, dar nici la recunoașterea independenței regimului transnistrean. Susținută de Rusia (care însă nici ea nu i-a recunoscut independența), Transnistria a rămas o zonă neintegrată în Republica Moldova, condusă de aceiași lideri conservatori timp de 20 de ani.
Între timp, guvernul de la Chișinău a adoptat simbolurile naționale ale noului stat, steagul și stema fiind asemănătoare cu simbolurile celuilalt stat locuit majoritar de români, dar la referendumul din 1994 majoritatea cetățenilor s-au pronunțat împotriva unirii cu România, iar Constituția a ajuns să stipuleze că limba oficială este cea moldovenească, concept apărut în epoca stalinistă a Republicii Autonome Moldovenești interbelice.
În 2000 a venit la putere un guvern al Partidului Comunist (PCRM), care a adoptat o poziție de pronunțată adversitate față de România, neapropiind însă Republica Moldova de alte state și nerezolvând nici problema transnistreană. După protestele din aprilie 2009, care au relevat o fraudă electorală prin care PCRM încerca să se mențină la putere, o coaliție a forțelor pro-occidentale au preluat puterea și au dus țara spre o apropiere de Uniunea Europeană, exprimând dorința de aderare la această organizație și, concomitent, îmbunătățind relațiile cu România, înghețate în timpul guvernelor PCRM.